# معركة تاركال
معركة تاركال (بالمجرية: Tarcali csata) أو معركة توكاج (بالمجرية: tokaji csata) دارت في 27 سبتمبر 1527م بالقرب من توكاج (Tokaj) بشمال المجر، بين قوات الملك المجري يوحنا زاپولياي، والأرشيدوق النمساوي فرديناند الأول (من آل هابسبورغ)، الذي انتُخب هو الآخر حاكمًا للمجر. كانت هذه أول مواجهة مفتوحة في الحرب بين الملكين، وانتهت بهزيمة قوات يوحنا زاپولياي.
بعد انتصاره، اعتبر فرديناند أن الحرب مع زاپولياي قد انتهت، وأنه استحوذ على عرش المجر. ولإضفاء الشرعية على تنصيبه، تُوّج بالتاج المقدس في 3 نوفمبر.
وفي هذه الأثناء، حتى في سلافونيا المؤيدة لزاپولياي، تفوقت القوات النمساوية، ما أدى إلى خضوع كامل كرواتيا لسلطة فرديناند. لكن المناطق الشرقية من المملكة بقيت تحت سيطرة زاپولياي، حيث استطاع أن يعيد تنظيم صفوفه ويجمع قوى جديدة. وفي الوقت ذاته، أرسل وفودًا لطلب الدعم إلى فرنسا والدولة العثمانية. مع بداية الربيع، استأنف القتال، لكنه مُني بهزيمة قاسية قرب "سزينا" (Szina) وأُجبر على الانسحاب إلى الأراضي البولندية، ولم يتمكن من العودة إلا في نوفمبر بمساعدة العثمانيين والمولدوفيين.

## خلفية
في عام 1526م، قُتل الملك لويس الثاني ملك المجر في معركة موهاكس. 
عقب المعركة ، اختار قسم من النبلاء المجريين ملكًا جديدًا للبلاد من بين كبار النبلاء المجريين، استنادًا إلى قرار صادر عن مجلس النواب  المجري (الدايت) في راكوش عام 1505م. وقد وقع الاختيار في هذا السياق على أقوى هؤلاء النبلاء، وهو  يوحنا زاپوليايا، حاكم ترانسيلفانيا.
غير أن آل هابسبورغ كانوا قد أبرموا مع أسرة ياغيلونيان اتفاقًا زواجيًا سنة 1506م، ينص على أنه في حال انقراض سلالة ياغيلونيان في المجر، فإن وراثة البلاد بأكملها، بما في ذلك التاج البوهيمي، تؤول إلى آل هابسبورغ. 
ادعى الأرشيدوق فرديناند (أصبح لاحقاً الإمبراطور الروماني المقدس) أحقيته بالتاج، وانتُخب ملكًا من قبل برلمان آخر مكوَّن من أنصاره فقط. 
أدّت هذه الأزمة إلى اندلاع حرب بين الخصمين.
وقد بلغ التوتر بين الملكين ذروته بحلول مطلع عام 1527م، وعندما انطلقت جيوش فرديناند لتأكيد أحقيته بالعرش، تبيّن مدى هشاشة سلطة يوحنا زاپولياي، ففي غضون شهر واحد فقط، سقط كامل إقليم ترانسدانوبيا في أيدي النمساويين، في حين بقي يوحنا زاپولياي متوقفًا في العاصمة بودا منتظرًا وصول قوات النبلاء المتمردين ومشغولاً بانتفاضة الفلاحين. سارع  زاپولياي بسرعة لصدّ فرديناند، لكنه لم يتمكن من حشد سوى قوات محدودة إلى الميدان لمواجهة فرديناند. وعندما اقتربت قوات فرديناند بقيادة كازيمير (Kázmér)، مارغريف براندنبورغ، من العاصمة، انسحب يوحنا زاپولياي مع أنصاره شرقًا نحو ترانسيلفانيا.
في هذه الأثناء، أصيب المارغريف كازيمير  بالمرض وتوفي في 21 سبتمبر، فتولى مكانه القائد الموهوب نيكلاس تسو زالْم (Niclas zu Salm)، أحد أبرز قادة فرديناند، والذي واصل ملاحقة القوات المجرية المنسحبة، واستولى في طريقه على مدينة إيگر (Egert). بلغ عدد الجيش النمساوي-الألماني بأكمله حوالي 18 ألف جندي. أما جيش زاپولياي، فقد كان في وقت سابق مقاربًا لهذا العدد، لكنه فقد جزءًا كبيرًا من قواته، إمّا بسبب التسريح أو الانشقاق والانضمام إلى المعسكر الألماني.
لذا، وجد زاپولياي نفسه الآن في مواجهة جيش زالم المتفوق عددًا وعدّة، بقوة تقارب 7 إلى 8 آلاف مقاتل فقط، ضمت وحدات مجرية وترانسيلفانية وصربية (قاد الأخيرة باكيث بولس، الذي انضم لاحقًا إلى فرديناند وبقي في صفه حتى النهاية). أما جيش فرديناند فكان يضم مرتزقة محترفين من المشاة الألمان يُعرفون بـ(اللاندسكنيشت) (landsknechtek)، بالإضافة إلى فرق من الفرسان يقودها كل من بالينت توروك ولويس پكري (Pekry Lajos).

## المعركة
بلغ عدد جيش زاپولياي حوالي 7,000-8,000 مقاتل، جُمعوا بشكل رئيسي من شرق المجر وترانسيلفانيا وصربيا. أما جيش فرديناند فكان قوامه نحو  18,000رجل، معظمهم من المرتزقة الألمان، بالإضافة إلى بعض أنصاره من غرب المجر. وكان من بين قواته 6,000 جندي تحت قيادة نيكلاس تسو زالْم وبالينت توروك.
في 26 سبتمبر، نزل زاپولياي بالقرب من توكاج (Tokaj)، واشتبكت قوات فرديناند مع فرقة صغيرة تابعة لزاپولياي وهزمتها في مناوشة سريعة بالقرب من ساجولاد (Sajólád).
وفي اليوم التالي، 27 سپتمبر، شنَّ يوحنا زاپولياي هجومًا على القوة الرئيسية لفرديناند، مما أدى إلى اندلاع معركة واسعة النطاق. اجتاحت قوات الجناح الأيسر لفرديناند (القادمة من ستيريا)  القوات الصربية المتمركزة في الجناح الأيمن لزاپولياي، بينما اجتاح المرتزقة الألمان والنمساويون سلاح الفرسان التابع لزاپولياي. وبعد ذلك، تمكن فرسان فرديناند المجريون من اختراق مركز جيش زاپولياي، واستولوا على معسكره، ودفعوا جنوده المتبقين إلى نهر تيسا.

## العواقب
وفقًا لتقرير قُدِّر تاريخُه بنوفمبر 1527م من قبل المؤرخ "بولس فودور" (Pál Fodor)، أرسله حاكم مولدوفيا بطرس راريش (Petru Rareș) إلى البلاط العثماني، فإن زاپولياي انسجب إلى كولوشفار، لكن القوات الترانسلفانية وجماعات السيكلِيّين دفعته إلى التراجع نحو تاشناد (Tasnád).
وبدعم  من سيجيسموند الأول العجوز، حشد زاپولياي جيشاً جديداً وسار نحو بودا لمواجهة فرديناند مرة أخرى. 
في معركة سزينا (Szina)، هزم فرديناند زاپولياي مرة أخرى، فهرب زاپولياي إلى مملكة بولندا. 
لاحقاً تحالف زاپولياي مع السلطان العثماني سليمان القانوني؛ وبعد فشل هجومين عثمانيين على فيينا في عامي 1529م و1533م، وقّع فرديناند معاهدة سلام  حُدّدت فيها مجالات النفوذ، بحيث سيطر فرديناند على الجزء الغربي من مملكة المجر، بينما بقي الجزء الشرقي تحت حكم زاپولياي. 